# جرج فاولر (بازیکن فوتبال)
جرج فاولر (انگلیسی: George Fowler؛ زادهٔ ۲۰ دسامبر ۱۹۹۷) بازیکن فوتبال اهل بریتانیا است.
از باشگاه‌هایی که در آن بازی کرده‌است می‌توان به باشگاه فوتبال ایپسویچ تاون اشاره کرد.